# El Ojuelo
El Ojuelo är en ort i Mexiko.   Den ligger i kommunen Lagos de Moreno och delstaten Jalisco, i den centrala delen av landet, 400 km nordväst om huvudstaden Mexico City. El Ojuelo ligger 1 930 meter över havet och antalet invånare är 1 147.
Terrängen runt El Ojuelo är platt åt nordväst, men åt sydost är den kuperad. Runt El Ojuelo är det ganska tätbefolkat, med 56 invånare per kvadratkilometer. Närmaste större samhälle är Lagos de Moreno, 11,5 km väster om El Ojuelo. I omgivningarna runt El Ojuelo växer huvudsakligen savannskog.